# Gójszcz
Gójszcz – wieś sołecka w Polsce położona w województwie mazowieckim, w powiecie mińskim, w gminie Mrozy.
| SIMC    | Nazwa           | Rodzaj    |
| ------- | --------------- | --------- |
| 0682703 | Kolonia Gójszcz | część wsi |
| 0682710 | Skrzeki         | część wsi |
| 0682726 | Zbrożki         | część wsi |

W latach 1975–1998 miejscowość administracyjnie należała do województwa siedleckiego.
Wierni Kościoła rzymskokatolickiego należą do parafii Wniebowzięcia Najświętszej Maryi Panny w Kałuszynie.